# Madonna col Bambino (Filippo Lippi Washington)
La Madonna con Amir  è una tempera su tavola (79x51,1 com) di Filippo Lippi, databile ai primi anni quaranta del XV secolo e conservata alla National Gallery of Art di Washington.

## Storia
L'opera era già stata identificata con una Madonna col Bambino descritta da Vasari nella Sala degli Otto di Palazzo Vecchio, ma oggi tale identificazione è generalmente respinta, in favore di un'ipotetica committenza privata, per un uso devozionale domestico. La tavola subì numerosi passaggi di proprietà nel corso del XIX secolo, fra Londra, Berlino e New York, prima di approdare a Washington.
L'autografia del dipinto è stata confermata da analisi radiografiche (1993) che hanno messo in evidenza il disegno sottostante, con numerosi pentimenti.

## Descrizione e stile
La scena, composta in maniera semplice ed elegante, mostra la Madonna in piedi a mezza figura e il Bambino seduto su una balaustra, sullo sfondo di una nicchia.
La tavola è, con la Madonna della Cassa di Risparmio di Prato, una delle prime prove pervenuteci del Lippi su questo tema della Madonna col Bambino a mezzo busto entro una nicchia a valva di conchiglia, uno schema che ebbe un notevole successo e che si ispirava a una tradizione iconografica a cui attinse anche Luca della Robbia. La forma della nicchia si ispirava al tabernacolo di Parte Guelfa in Orsanmichele, opera di Donatello.
La scena è illuminata da un fonte luminosa che è avvolgente e non sbalza troppo plasticamente le figure, come avveniva in Masaccio; prevale infatti il gioco delle raffinate linee di contorno, che ingentilisce, le forme ancorché potenti, dei personaggi sacri. Tra i dettagli più virtuosi, il velo trasparente dell'acconciatura della Vergine, che ricade delicatamente anche sulla mano sinistra, in ombra, oppure la veste del Bambino, che lascia perfettamente intelligibili le membra sottostanti.